# Meurtre par intérim (film, 1971)
Pour les articles homonymes, voir Meurtre par intérim.
Pour plus de détails, voir Fiche technique et Distribution.
Meurtre par intérim (titre original : Un posto ideale per uccidere) est un giallo franco-italien réalisé par Umberto Lenzi, sorti en 1971.

## Fiche technique
- Titre original : Un posto ideale per uccidere
- Titre français : Meurtre par intérim
- Réalisation : Umberto Lenzi
- Scénario : Umberto Lenzi, Antonio Altoviti et Lucia Drudi Demby
- Musique : Bruno Lauzi
- Montage : Eugenio Alabiso
- Pays d'origine :  Italie |  France
- Langue : italien
- Format : couleur (Technicolor) - 2,35:1
- Genre : giallo
- Durée : 90 minutes
- Dates de sortie : 
  - Italie : 18 août 1971
  - Irlande : 8 juin 1973
  - Japon : 13 octobre 1973
  - France : 2 février 1975

## Distribution
- Irène Papas : Barbara Slater
- Ray Lovelock : Dick Butler
- Ornella Muti : Ingrid Sjoman
- Michel Bardinet : Baratti
- Salvatore Borgese : le copain d'Agostino
- Umberto Raho : Inspecteur de police
- Jacques Stany : Officier